# Русальні пісні
Руса́льні пісні́ — окремий рід української народної обрядової пісенності з частими згадками про русалок, зустрічі з ними і їх «проводи», подекуди з мотивами веснянок: про ворожіння з голосу зозулі, звивання вінків, про милих і нелюбів тощо.
Русальні пісні виконуються під час Зелених свят на початку або в середині травня за старим стилем, в час найбільшого замаювання землі зелами, квітами й травами (впродовж Русального тижня). У християнстві це свято відоме як Трійця і відбувається зі значним запізненням через відставання ортодоксального календаря (зміщується від початку до кінця червня, 50-й день після Великодня.
Українці вірили в русалок, або мавок (нявок), тобто духовних істот, які поселяються серед рослин у лісах, полях, водах. Вважалося, що ці духовні сили можуть або сприяти, або шкодити людям. Тому від них потрібно було мати обереги — полин або любисток, подекуди — м'яту, лепеху, часник тощо. Не можна в ці дні ходити в жито, купатися в річці, щоб русалки не залоскотали. У русальських піснях помітні сліди культу русалок і «приносів» на полі, влаштовуваних для приєднання душ померлих.
Матеріал русальних пісень і обрядів широко використовували Тарас Шевченко в баладах Русалка, Причинна, Утоплена, Леся Українка в поемі Русалка і драмі-феєрії Лісова пісня, Михайло Коцюбинський в повісті Тіні забутих предків та ін.